# Félix Moreau
Ne doit pas être confondu avec Félix Moreaux.
Félix Moreau, né le 2 novembre 1859 à Bordeaux et mort le 16 mai 1934 à Aix-en-Provence, est un professeur de droit public, ayant enseigné principalement à Aix-en-Provence, spécialiste de droit administratif et constitutionnel.

## Biographie
Fils de François-Félix Moreau, capitaine au long cours et négociant à Bordeaux, et de Françoise-Élodie Roquet sa mère, Félix Pierre Louis Moreau est licencié en droit à la faculté de Bordeaux en 1879. Au concours général des facultés de droit (1878/79), il obtient un deuxième prix en même temps que Léon Duguit obtient une première mention.
Docteur en droit en 1883 avec une thèse sur les « Effets internationaux des jugements en matière civile », puis agrégé des facultés de droit en 1885, il est chargé de cours, agrégé, puis professeur à la Faculté de droit d'Aix à partir de 1886. Il y enseigne le droit constitutionnel à partir de 1893.
Il est professeur de droit administratif à partir de 1899, puis est élu doyen de la Faculté de droit de l'Université d'Aix-Marseille (1919-1930).
Après avoir pris sa retraite en 1930 et en raison du manque d'agrégés, il continue bénévolement son enseignement pendant deux ans comme chargé de cours.
Il décède le 16 mai 1934 des suites d'une opération chirurgicale.
Marié à Aix-en-Provence le 17 juin 1889 avec Clémence-Louise Jourdain, arrière-petite-fille du professeur de droit François-Philippe Mottet. Trois fils naissent de cette union entre 1892 et 1895.
Sa sœur Jeanne était la mère du professeur de droit bordelais Jean Brèthe de la Gressaye.

## Œuvres

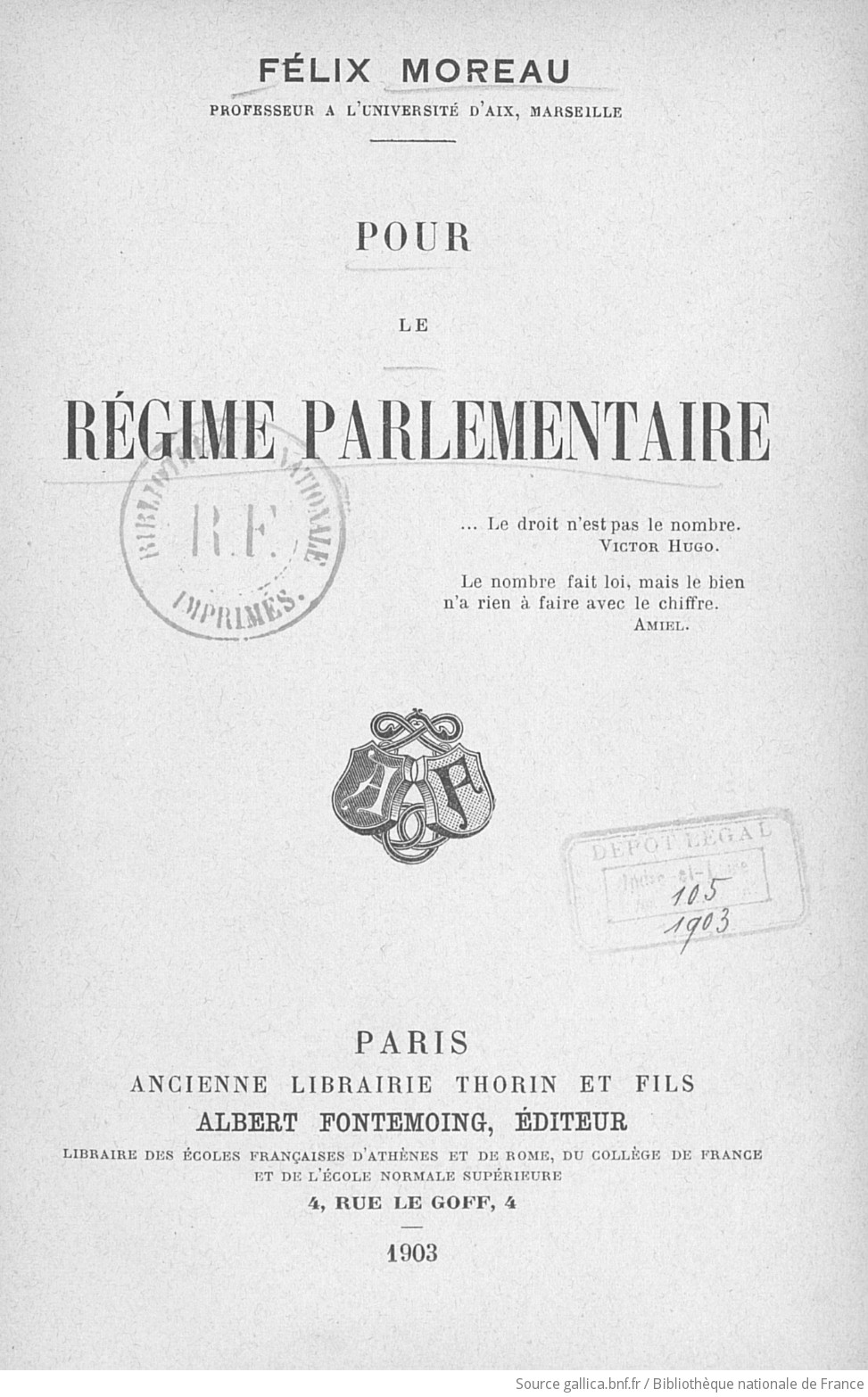
Félix Moreau, Pour le régime parlementaire, 1903

Parmi ses œuvres,, sont accessibles en ligne :
- Félix Moreau, Effets internationaux des jugements en matière civile, L. Larose et Forcel, 1884, 272 p. (lire en ligne)
- Félix Moreau, « Le vote obligatoire, principe et sanctions », Revue politique et parlementaire, vol. VII,‎ 1896, p. 36-69 (lire en ligne) (1896)
- Félix Moreau, Précis élémentaire de droit constitutionnel, Paris, L. Larose et Forcel, 1892 (lire en ligne)
- Félix Moreau, Le Code civil et le théâtre contemporain : M. Alexandre Dumas fils, L. Larose & Forcel, 1887, 294 p. (lire en ligne)
- Félix Moreau, Pour le régime parlementaire, Paris, 1903, 367 p. (lire en ligne)
- Félix Moreau, Le règlement administratif : étude théorique et pratique de droit public français, Paris, A. Fontemoing, 1902, 524 p. (lire en ligne)

### Ouvrage en collaboration
- Félix Moreau, Joseph Delpech (préf. Charles Benoist), Les règlements des Assemblées législatives : Allemagne (Empire Prusse) - Angleterre - Autriche-Hongrie (Délégations. - Parlements autrichien et hongrois) - Belgique,, Paris, V. Giard & E. Briare, 1906